# Kink FM

Kink FM Logo

Kink FM war ein niederländischer Hörfunksender für alternative Musik. Der Musiksender geht auf das 1992 gegründete RTL Radio zurück. 1995 wurde der Sender in Kink FM umbenannt und von dem Betreiber „Vereniging Veronica“ übernommen. Am 29. Juni 2011 wurde bekannt gegeben, dass der Sender zum 1. Oktober 2011 den Sendebetrieb endgültig einstellen wird. Dies passierte dann um 06:00 Uhr. Von einigen ehemaligen Kink-FM-Mitarbeitern wurde daraufhin der Radiosender „Pinguin Radio“ ins Leben gerufen. Dieser ist vorerst nur im Internet auf dem ehemaligen Stream von Kink FM zu hören.
Am 1. Februar 2019 fand ein Relaunch des Senders statt. Das neue Kink (nun ohne FM) ist nicht mehr nur als Webstream und in Kabelnetzen zu hören, sondern darf erstmals auch terrestrisch verbreitet werden, zwar nicht über UKW, dafür landesweit über DAB+ auf dem Kanal 11C. Auf der Homepage, deren Namen nicht geändert wurde, lief bis dahin ein Countdown.
Pinguin Radio bleibt außerdem weiter wie bisher als Webradio bestehen.

## Programm
Im Internet war Kink FM mit zwei zusätzlichen Programmen vertreten:
- Kink ClassX – alternative Musik der letzten 50 Jahre
- Kink Aardschok – harte Gitarrenmusik wie Hardrock, Heavy Metal, Nu Metal und Gothic Metal